# Donald Gee
Donald Gee (* 1891 in London; † 1966) war ein Bibelschullehrer und prägender Geistlicher der Pfingstbewegung.

## Leben
Donald Gee wurde in London geboren, wo er im Jahr 1905 in der Finsbury Park Congregational Church zum Christentum konvertierte und sich schließlich 1913 dazu entschied, sich der Pfingstbewegung anzuschließen. Gee übernahm die Pastorenstelle in einer Vorortgemeinde von Edinburgh, die unter seiner Leitung ein beachtliches Wachstum verzeichnete. Im Jahr 1928 nahm Gee eine Einladung nach Australien und Neuseeland an, um dort als Bibelschullehrer zu arbeiten. Seine Anstellung als Bibelschullehrer ermöglichte ihm weltweite Vortragstätigkeiten. Gee war darum bemüht, lehrmäßige Auseinandersetzungen zu meiden und bestrebt, eine versöhnliche Haltung einzunehmen. Gee sah die aufstrebende Pfingstkirche als weltweite Erscheinung, die sich seiner Meinung nach nicht auf ein Land beschränken solle. Aus diesem Grund organisierte er verschiedene internationale Konferenzen, die zu einem länderübergreifenden Verständnis der Pfingstkirchen führen sollten. Gee veröffentlichte zahlreiche Bücher und wurde 1947 der Herausgeber des Pentecost.
Gee gilt neben David Johannes du Plessis als Wegbereiter der schrittweisen Annäherung der Pfingstkirche an die Ökumenische Bewegung, die man bis in die 1960er Jahre als instrumentalisierte „Weltkirche“ zunächst abgelehnt hatte.